# Криптовалюта
Криптовалю́та — разновидность цифровой валюты, учёт внутренних расчётных единиц которой обеспечивает децентрализованная платёжная система (нет внутреннего или внешнего администратора или какого-либо его аналога), работающая в полностью автоматическом режиме.
Сама по себе криптовалюта не имеет какой-либо особой материальной или электронной формы — это просто число, обозначающее количество данных расчётных единиц, которое записывается в соответствующей позиции информационного пакета протокола передачи данных и зачастую даже не подвергается шифрованию, как и вся иная информация о транзакциях между адресами системы.
Термин криптовалюта  закрепился после публикации статьи o системе Биткойн «Crypto currency» (Криптографическая валюта), опубликованной в 2011 году в журнале Forbes. При этом и создатель биткойна, и многие другие авторы использовали термин «электронная наличность» (англ. electronic cash).
Криптографические методы задействованы в механизмах генерации адреса и проверки полномочий на операции с ним (цифровая подпись на основе системы с открытым ключом, распоряжение доступно исключительно обладателю соответствующего данному адресу секретного ключа), а также формирование пакета транзакций и его взаимосвязь с другими пакетами (последовательное хеширование, которое делает невозможным изменение информации о количестве криптовалюты). При этом в системе нет никакой информации о владельцах адресов или о факте создания адреса (адрес можно генерировать полностью автономно, даже не подключаясь к сети и ничего не сообщая в сеть в последующем) — то есть нет механизма убедиться, что адрес получателя действительно существует или что ключ доступа к нему не утерян. Отсутствие прямой информации о владельце является основой (но не ограничивается только этим) анонимности участников транзакций. По своим экономическим условиям и последствиям платежи криптовалютой более похожи на платежи наличными деньгами, чем на варианты безналичных платежей, хотя криптовалюты разрабатываются в первую очередь для дистанционных покупок (например, через Интернет).
Платёж (передача криптовалюты между адресами) происходит без посредников и необратим — нет механизма отмены подтверждённой операции, включая случаи, когда платёж был отправлен на ошибочный или несуществующий адрес, или когда транзакцию сделали сторонние лица, которым стал известен закрытый ключ. Криптовалюту ни на конкретном адресе, ни в целом никто не может заблокировать (арестовать, изъять), даже временно, она всегда в распоряжении владельца закрытого ключа к данному адресу. Однако технология мультиподписи позволяет привлечь третью сторону (арбитра) и реализовать возможность возврата средств при оговорённых условиях. По сути, движение средств может происходить против воли одной из этих трёх сторон. Специальные сценарные языки позволяют описывать и более сложные условия (умные контракты). Присущая электронным платежам проблема двойного расходования решается использованием таких технологий, как блокчейн, направленный ациклический граф, консенсусный реестр (ledger) и другие. Информация о транзакциях обычно не шифруется и доступна в открытом виде без регистрации в системе.
Правила формирования нового количества криптовалюты (эмиссия) изначально устанавливаются протоколом. Обычно они носят лотерейный характер, с влиянием на вероятность выигрыша разных факторов — скорости решения установленной задачи (майнинг) или размера владения установленным ресурсом (форжинг). В ряде случаев часть или весь заявленный объём криптовалюты изначально формируется и распределяется организаторами по подписке (ICO). Обычно используется только одна технология, но в некоторых криптовалютах используют комбинации из них. Об экономической сути и юридическом статусе криптовалют ведутся дискуссии. В разных странах криптовалюты рассматриваются как платёжное средство, специфичный товар, ценная бумага, электронный актив, могут иметь ограничения в обороте (например, запрет операций с ними для банковских учреждений).
На июнь 2024 года по оценке Henley&Partners в мире насчитывалось 172,3 тысячи криптовалютных миллионеров.

## Обзор
С развитием электронных систем неоднократно возникали идеи создать электронный аналог наличных денег для удалённой оплаты. Но камнем преткновения становилась потенциальная возможность двойного расходования одних и тех же средств. При оплате наличными двойного расходования никогда не возникает из-за того, что оплата сопровождается передачей денег и покупатель не может ещё раз их заплатить другому продавцу — ведь у него этих денег уже нет. Но электронным системам органично присуща возможность копирования состояния, что позволяет сделать полные копии системы и затем произвести несколько платежей из одного и того же стартового состояния, то есть потратить одни и те же средства в разных направлениях. Проблема решалась лишь с помощью доверенных посредников, которые ведут учёт платежей и гарантируют оплаты исключительно в рамках наличия средств. Именно так работают все системы безналичных платежей — традиционно посредниками выступают банки или иные операторы платёжных систем.
Технология криптовалют изначально была нацелена на отсутствие доверенного узла — того, чьи действия гарантированно истинны и кто может подтвердить корректность чужих операций (см. задача византийских генералов). Впервые эта проблема была решена в системе «Биткойн» за счёт искусственного усложнения внесения изменений в реестр истории операций. Для хранения информации транзакции объединяются в блоки, из которых формируется непрерывная цепочка (блокчейн). Непрерывность обеспечивается не столько нумерацией, сколько включением в текущий блок хеш-суммы предыдущего блока, что не позволяет изменить информацию в блоке без изменения хешей во всех последующих блоках. Все хеши отвечают определённым требованиям, сгенерировать хеши, которые удовлетворяют этим требованиям, занимает много времени либо очень дорого. Истинной считается только самая длинная цепочка. В разных криптовалютах право сформировать очередной блок получает выполнивший определённую работу (Proof-of-work), имеющий некоторую сумму на счету (Proof-of-stake), предоставивший некоторые ресурсы (Proof-of-space) либо за основу берётся иная процедура, которую легко проверить, но сложно выполнить или подделать.
Отсутствие у криптовалют какого-либо внутреннего или внешнего администратора приводит к тому, что банки, налоговые, судебные и иные государственные или частные органы не могут воздействовать на транзакции каких-либо участников платёжной системы. Передача криптовалют необратима — никто не может отменить, заблокировать, оспорить или принудительно (без приватного ключа) совершить транзакцию. Однако участники сделки могут добровольно временно взаимно блокировать свои криптовалюты в качестве залога или пригласить дополнительного арбитра и установить, что для завершения сделки требуется согласие всех (или не менее установленного числа) сторон.
Как правило, в криптовалютах разработчики изначально оговаривают верхний предел общего объёма эмиссии. Однако у некоторых криптовалют, таких как Dogecoin, Monero и других, отсутствует фиксированный верхний предел общего объёма эмиссии и возможна как эмиссия, так и демиссия (путём обязательного уничтожения фиксированной суммы в каждой транзакции).
Большинство криптовалют обеспечивает псевдонимность — история транзакций между всеми адресами общедоступна, но нет прямых данных о владельцах адресов. Однако личность владельца может быть установлена, если становится известна дополнительная информация, связанная с данным адресом (например, при операциях через сервисы обмена), либо при сопоставлении IP-адреса участника Биткойн сети с историей запросов к популярным сервисам, где пользователь косвенно связывает свой IP-адрес с персональным аккаунтом. Для дополнительной анонимизации рекомендовано использовать разные адреса для работы с разными клиентами. Существуют и отдельные сервисы («миксеры»), которые, пропуская через себя платежи многих клиентов, маскируют реальных плательщиков. В ZeroCash предложена возможность заменить псевдонимность на анонимность.

## История
Криптография для конфиденциальных платежей начала использоваться с 1990 года в системе DigiCash Дэвида Чаума, компания которого обанкротилась в 1998 году. Эта платёжная система была централизованной.
Впервые термин «криптовалюта» начал использоваться после появления платёжной системы «Биткойн», которая была разработана в 2009 году человеком или группой людей под псевдонимом Сатоси Накамото (личность до сих пор не установлена). Широкое распространение термин «криптовалюта» получил после публикации 20 апреля 2011 года в Forbes статьи Энди Гринберга (Andy Greenberg) под названием «Crypto Currency» («Криптографическая валюта»).
Позже появились форки: Namecoin (децентрализованная DNS для регистрации внутри доменной зоны .bit), Litecoin (использует хеширование scrypt), PPCoin (использует гибридный механизм proof-of-work/proof-of-stake, не имеет верхнего предела объёма эмиссии), Novacoin (аналогична PPCoin, но использует scrypt) и множество других.
До июля 2013 года программное обеспечение всех криптовалют, кроме Ripple, базировалось на открытом исходном коде системы «Биткойн». C июля 2013 года стали появляться иные платформы, в которые была интегрирована различная инфраструктура — сервисы обмена, магазины, мессенджеры и прочее. К таким криптоплатформам относятся: Bitshares, Mastercoin, Nxt и другие.

### Альткойны
Альткойнами (от англ. Altcoin, alternative coin) называют все криптовалюты, появившиеся после биткойна.
Первые альткойны появились в 2011 году: Litecoin и Namecoin. Их разработчики стремились преодолеть ряд проблем, свойственных биткойну (например, Litecoin обладает более высокой скоростью транзакций) или использовать технологию блокчейна в других областях (Namecoin разрабатывался для построения альтернативных корневых DNS-серверов).
Многие альткойны по своей сути очень похожи на биткойн, имеют сходные характеристики и для работы с ними может использоваться то же оборудование, что и для биткойна, но некоторые криптовалюты имеют существенные отличия. Ethereum за счёт использования «умных контрактов» превратился в криптоплатформу. Ещё сильнее независимость от биткойна видна в Ripple, которая фактически является централизованной системой. Ряд криптовалют, например, Dash, сделал акцент на усилении анонимности.
Иногда новая криптовалюта появляется как ответвление (форк) от другой криптовалюты за счёт изменения параметров, которые делают несовместимыми данные старой и новой систем. Обычно это происходит, когда часть участников переходит на новый протокол, а часть придерживается старого. При этом обе криптовалюты могут иметь общую историю транзакций — которая накопилась до момента их разделения.

## Приобретение и обмен
Существуют различные способы приобретения криптовалют. Новые (эмитированные) количества обычно распределяются по изначально установленным процедурам, специфичным для каждой из криптовалют (майнинг, форжинг, ICO). Майнинг и форжинг направлены на построение блокчейна: создатели новых блоков награждаются некоторым количеством эмитированной криптовалюты и при этом обычно не существует иного пути ввода её в оборот. ICO является способом привлечения финансирования через продажу партий новой криптовалюты, которые изначально были сгенерированы и получены организатором ICO.
После первоначального распределения новой эмиссии остальные желающие могут получить криптовалюту от тех, кто ей уже владеет — в обмен на обычные деньги либо за предоставленные товары или услуги, либо в качестве пожертвований или как заём. Обмен можно проводить непосредственно между заинтересованными лицами без посредников, с посредниками, с NAP арбитрами или с помощью какой-либо из многочисленных площадок обмена цифровых валют.

## Криптовалюты с наибольшей капитализацией
Общее число криптовалют на март 2015 года превышало 2000. В таблице указано 10 криптовалют, обладающих по состоянию на май 2018 года наибольшей рыночной капитализацией:
| Запуск | Статус  | Наименование | Обозначение | Основатель                                                                | Хеш функция                      | Верификация блоков (Proof-of-stake, Proof-of-work, или другие) | Дополнительно                                                                         |
| ------ | ------- | ------------ | ----------- | ------------------------------------------------------------------------- | -------------------------------- | -------------------------------------------------------------- | ------------------------------------------------------------------------------------- |
| 2009   | Активна | Bitcoin      | BTC, XBT    | Сатоси Накамото                                                           | SHA-256d                         | PoW                                                            | Первая и самая популярная криптовалюта с наибольшей рыночной капитализацией.          |
| 2015   | Активна | Ethereum     | ETH         | Виталик Бутерин                                                           | Ethash                           | PoS                                                            | Поддерживает Тьюринг-полные умные контракты.                                          |
| 2013   | Активна | XRP (Ripple) | XRP         | Chris Larsen & Jed McCaleb                                                | ECDSA                            | «Consensus»                                                    |                                                                                       |
| 2017   | Активна | Bitcoin Cash | BCH, BCC    | Роджер Вер                                                                | SHA-256d                         | PoW                                                            | Отделилась от bitcoin.                                                                |
| 2011   | Активна | Litecoin     | LTC         | Charles Lee                                                               | Scrypt                           | PoW                                                            | Первая криптовалюта, использующая Scrypt в качестве хеш-функции.                      |
| 2014   | Активна | Stellar      | XLM         | Джед МакКалеб, Джойс Ким                                                  | Stellar Consensus Protocol (SCP) | Stellar Consensus Protocol (SCP)                               | Платформа для валютных операций в режиме реального времени.                           |
| 2018   | Активна | Cardano      | ADA         | Charles Hoskinson, Jeremy Wood                                            | BLAKE2b-224                      | PoS                                                            |                                                                                       |
| 2015   | Активна | IOTA         | IOT, MIOTA  | David Sønstebø, Sergey Ivancheglo, Dominik Schiener and Dr. Serguei Popov | SHA-3                            | Directed acyclic graph                                         |                                                                                       |
| 2014   | Активна | NEO          | NEO         | Da Hongfei, Erik Zhang                                                    | SHA-256 и RIPEMD-160             | dBFT                                                           |                                                                                       |
| 2014   | Активна | Monero       | XMR         | Monero Core Team                                                          | RandomX                          | PoW                                                            | На основе протокола CryptoNote, ориентированная на повышенную анонимность транзакций. |

## Правовой режим
Правовой режим криптовалют в значительной степени варьируется от страны к стране и по-прежнему остаётся неопределённым или меняющимся во многих из них. В то время как некоторые страны разрешили операции с криптовалютами, другие запретили или ограничили их.
Например, Народный банк Китая в начале 2014 года запретил операции с биткойнами китайским финансовым учреждениям, но не запретил гражданам сделки с криптовалютами.
В России криптовалюты как таковые не подпадают под запрет или ограничения на владение, но не могут использоваться как средство платежа, так как незаконно покупать товары на любую валюту, кроме как за рубли, однако оборот криптовалюты подпадает под действие закона 159, 172 УК РФ.
Государственные учреждения, ведомства и суды разных стран классифицируют криптовалюты по-разному. 25 марта 2014 года Служба внутренних доходов США (IRS) постановила, что биткойн будет рассматриваться как собственность для целей налогообложения, а не как валюта. Это означает, что биткойн будет облагаться налогом на прирост капитала. Одно из преимуществ этого решения состоит в том, что оно разъясняет статус биткойна. Инвесторам больше не нужно беспокоиться о том, что инвестиции или прибыль от биткойнов являются незаконными или о том, как сообщать о них в IRS. В статье, опубликованной исследователями из Оксфорда и Уорика, было показано, что биткойн имеет характеристики, более близкие к рынку драгоценных металлов, чем к рынку традиционной валюты, что соответствует решению IRS.
22 октября 2015 года Европейский суд постановил, что операции обмена биткойнов на фиатные деньги освобождаются от НДС. Транзакции в биткойнах были отнесены к платёжным операциям с валютами, монетами и банкнотами, и потому не подлежат обложению НДС. Суд рекомендовал всем странам — членам Евросоюза исключить криптовалюты из числа активов, подлежащих налогообложению.
В марте 2016 года Кабинет министров Японии одобрил пакет законопроектов, которые, в частности, признавали Bitcoin законным платёжным средством.

### Мошенничество
6 августа 2013 года мировой судья Амос Мацант из федерального суда Восточного округа Техаса постановил, что, поскольку криптовалюта (в частности, биткойн) может использоваться в качестве денег (её можно использовать для покупки товаров и услуг, оплаты индивидуальных расходов на проживание и обмена для обычных валют), она является валютой или формой денег. Это постановление позволило Комиссии по ценным бумагам и биржам США иметь юрисдикцию в отношении случаев мошенничества с ценными бумагами с использованием криптовалюты.
GBL, китайская торговая платформа для биткойнов, внезапно закрылась 26 октября 2013 года. Подписчики, неспособные войти в систему, потеряли до 5 млн $ в биткойнах.
В феврале 2014 года криптовалюта оказалась в заголовках прессы из-за крупнейшего в мире обмена биткойнов: Mt.Gox объявила о банкротстве. Компания заявила, что она потеряла почти 473 миллиона долларов от биткойнов своих клиентов, вероятно, из-за кражи. Это было эквивалентно примерно 750 000 биткойнов, или около 7 % всех существовавших тогда биткойнов. Из-за этого кризиса, среди прочих новостей, цена на биткойн упала с максимума примерно в 1160 долларов в декабре до менее 400 долларов в феврале.
31 марта 2015 года двум бывшим агентам Управления по борьбе с наркотиками и секретной службе США были предъявлены обвинения в цифровом мошенничестве, отмывании денег и других преступлениях за якобы кражу биткойна во время федерального расследования по Silk Road (с англ. — «Шёлковый путь»), подпольного незаконного чёрного рынка, закрытого федеральными прокурорами в 2013 году.
1 декабря 2015 года владелец ныне несуществующего веб-сайта GAW Miners был обвинён в мошенничестве с ценными бумагами после разработки им криптовалюты, известной как Paycoin. Его обвиняют в том, что он руководил сложной финансовой пирамидой под видом «облачной разработки» с майнинговым оборудованием, размещённым в дата-центре. Он заявлял, что облачные майнеры, известные как «хешлеты», будут добывать криптовалюту в облачном «Зенпортале», когда на самом деле майнеров не существовало. В «Зенпортале» было более 10 000 пользователей, которые приобрели «хешлеты» на общую сумму более 19 миллионов долларов США.
24 августа 2016 года федеральный судья во Флориде утвердил иск о групповом действии против несуществующей криптовалютной биржи Cryptsy и владельца Cryptsy. Он обвиняется в присвоении миллионов долларов пользовательских депозитов, уничтожении доказательств и, как считается, бежал в Китай.
21 ноября 2017 года сервера стейблкойна Tether были взломаны, компания потеряла 31 миллион долларов в форме USDT со своего основного кошелька. Компания объявила, что «пометила» украденные активы, надеясь «заблокировать» их в кошельке хакера, что создаёт новое ядро для своего основного кошелька в ответ на атаку, чтобы предотвратить использование украденного.
По данным Федеральной торговой комиссии США, только в первом квартале 2021 года от криптомошенничества пострадало 7 тыс. человек, общая сумма потерь превысила 80 млн долларов (средние потери — 3,25 тыс. долларов).
ФБР сообщило о значительном росте ущерба от мошенничества с криптовалютами в 2023 году. ФБР получило 69,5 тысяч обращений, связанных с криптовалютным мошенничеством. Хотя эти жалобы составляют лишь 10 % от всех заявлений о финансовом мошенничестве, но на них приходится почти половина всего финансового ущерба от действий мошенников — ущерб в криптовалютной сфере достиг 5,6 млрд долларов (рост на 45 %). Большая часть мошенничеств (71 %) была связана с предложениями инвестировать в различные проекты, около 10 % случаев приходилось на телефонные мошенничества, когда преступники выдавали себя за сотрудников госорганизаций.

### Рынки в даркнете
Криптовалюта также используется на чёрных онлайн-рынках, таких как Silk Road. Первоначальный Шёлковый путь был закрыт в октябре 2013 года, и с тех пор появилось ещё два варианта; текущая версия — Silk Road 3.0. Успешный формат «Шёлкового пути» широко используется на тёмных рынках в Интернете, что привело к последующей децентрализации чёрного онлайн-рынка. В течение года после закрытия первоначального Шёлкового пути количество заметных чёрных рынков увеличилось с четырёх до двенадцати, а объём списков наркотиков увеличился с 18 000 до 32 000 записей.
Рынки в даркнете сталкиваются с растущими проблемами в отношении законности. Биткойны и другие формы криптовалюты, используемые на чёрных рынках, юридически не классифицированы практически во всех частях мира. В США биткойны обозначаются как «виртуальные активы». Такая двусмысленная классификация усиливает давление на правоохранительные органы во всём мире, создавая препятствия для выведения торговли наркотиками из чёрных рынков.
Поскольку большинство рынков в даркнете работает через Tor, их можно найти с относительной лёгкостью в публичных доменах. Это означает, что их адреса могут быть найдены, так же, как и обзоры клиентов и открытые форумы, касающиеся продаваемых на рынке наркотиков, без изобличения пользователей. Такая анонимность позволяет пользователям по обеим сторонам тёмных рынков скрыться от правоохранительных органов. В результате правоохранительные органы придерживаются кампании по выделению отдельных рынков и торговцев наркотиками для сокращения предложения. Однако дилеры и поставщики могут оставаться на шаг впереди правоохранительных органов, которые не могут идти в ногу с быстро расширяющимися и анонимными площадками тёмных рынков.

### ICO
ICO является нерегулируемым средством, с помощью которого привлекаются средства для нового предприятия в форме криптовалюты. ICO используется стартапами для обхода строгих и регулируемых процессов привлечения капитала, необходимых венчурным предпринимателям или банкам. В кампании ICO процент криптовалюты продаётся ранним сторонникам проекта в обмен на законные платёжные средства или другие криптовалюты, часто — Bitcoin или Ethereum.
В середине 2017 года Комиссия по ценным бумагам и биржам США (SEC) опубликовала разъяснения по поводу ICO и их рисков и сравнением с традиционными методами инвестирования. Комиссия подчеркнула, что данная технология может использоваться для предоставления честных и законных инвестиционных возможностей, и предложила регулировать размещения в соответствии с законом США Securities Exchange Act 1934 года, в частности, регистрировать предложение и продажу токенов в SEC.
4 сентября 2017 года семь китайских финансовых регуляторов официально запретили все ICO в КНР, требуя, чтобы выручка от всех уже прошедших ICO была возмещена инвесторам, иначе нарушитель будет «сурово наказан согласно закону»; это действие со стороны китайских регуляторов привело к большим распродажам и понижению курса большинства криптовалют, до этого запрета ICO привлекли эквивалент почти 400 млн долл. приблизительно от 100 тысяч инвесторов. Однако, неделю спустя китайский финансовый чиновник заявил по китайскому национальному телевидению, что запрет на ICO носит лишь временный характер, до тех пор, пока не появятся правила и стандарты, регулирующие ICO.
ICO запрещены и в Южной Корее на законодательном уровне.
В сентябре 2017 года Комиссия по ценным бумагам и инвестициям Австралии (ASIC) опубликовала руководство по юридическим обязанностям для компаний, которые организуют ICO.

## Критика
- Криптовалюты часто сравниваются с пирамидными схемами и экономическими пузырями, такими как, например, пузырь на рынке недвижимости.[90][91] Говард Маркс[англ.] из Oaktree Capital Management[англ.] заявил в 2017 году, что цифровые валюты являются «не чем иным, как необоснованной манией (или, возможно, пирамидной схемой), основанной на желании придать вес чему-то, чего имеется очень мало или совсем ничего, кроме того, что люди будут платить за это», и сравнил это с тюльпаноманией (1637), финансовой пирамидой Компании Южных морей (1720) и пузырём доткомов (1999)[92]. Есть и примеры явного мошенничества в данной сфере: паразитируя на неинформированности населения об особенностях криптовалют, была создана система OneCoin, которая позиционировалась как криптовалюта, но при этом изначально являлась финансовой пирамидой; вся информация была централизована только у компании-эмитента, и последняя могла произвольно изменять любые данные, так как не было блокчейна, его лишь имитировала обычная база SQL[93].
- Роберт Шиллер, американский учёный-экономист, лауреат премии по экономике памяти Альфреда Нобеля, считает, что биткойн демонстрирует схожесть с экономическим пузырём[94][95]. При этом любая коммерция, использующая криптовалюты, пострадает от их огромной нестабильности.
- Пол Кругман, также нобелевский лауреат по экономике, очень скептичен относительно утверждений, что будущее финансов именно за криптоактивами. Он обращает внимание, что криптовалюты так и не обрели широкого применения, кроме сферы нелегальной деятельности. Он также указывает на схожесть рынка криптовалют с «пузырём» на рынке субстандартного ипотечного кредитования 2007—2008 годов[96][97].
- Бывший глава ФРС, Алан Гринспен назвал bitcoin пузырём без присущей валюте ценности[98].
- 14 марта 2014 года бизнесмен Уоррен Баффет в телевизионной передаче «Squawk Box» назвал bitcoin «миражом» и посоветовал «держаться от него подальше»[99].
- Австралийский экономист Джон Квиггин в статье «Пузырь биткойн и плохая гипотеза»[100] утверждает, что «Биткойн является лучшим примером чистого пузыря». Как и любой денежный актив, от золота до табака и долларов США, ценность биткойнов будет сохраняться, пока люди готовы его принять. Но готовность брать активы всегда зависит от той ценности актива, которая зависит от его применимости, а не исключительно от готовности других людей им владеть. Табак можно курить, из золота можно делать ювелирные изделия, долларами США можно погасить обязательства перед правительством США. Но у биткойна источник ценности отсутствует. Если биткойны перестанут принимать при оплате товаров и услуг, то их стоимость гарантированно станет нулевой. При этом биткойны демонстрируют несостоятельность гипотезы эффективного рынка, согласно которой рыночную стоимость актива определяет текущая оценка стоимости услуг или потока дохода, которые актив будет генерировать. Криптовалюты непосредственно никаких доходов не генерируют, а значит, их цена должна стремиться к нулю.
- Эксперты инвестиционного банка Goldman Sachs, сопоставив котировки биткойна, Ethereum и акций компаний, анонсировавших внедрение технологии блокчейн в свой бизнес, сделали вывод, что вокруг криптоиндустрии образовался огромный пузырь[101].
- В октябре 2017 главный управляющий компании BlackRock Ларри Финк заявил, что биткойн является «индексом отмывания денег»[102]. Многие другие авторы считают, что цифровые деньги могут стать инструментами для анонимных интернет-преступников[78]; отмывание денег через криптовалюты может быть достигнуто посредством анонимных транзакций[78], поскольку этот способ обмена сложно (а в некоторых случаях, невозможно) отследить; он может упростить уклонение от уплаты налогов для физических лиц[78].
- Первый заместитель председателя Центрального банка Российской Федерации Ксения Юдаева сообщила: «В ходе обсуждения на „Большой двадцатке“ было отмечено, что криптоактивы как расчётное средство „в сотни раз менее эффективны, чем традиционные платёжные системы“»[103].
- В июне 2022 года Билл Гейтс заявил, что криптовалюты «на 100 % основаны на теории большего дурака»[104].
- В декабре 2022 года глава Резервного банка Индии Шактиканта Дас заявил, что следующий мировой финансовый кризис могут вызвать частные криптовалюты из-за их сугубо спекулятивной природы. Он считает, что подобные частные проекты государство должно запретить и даже не начинать регулировать, так как любое регулирование позволит расти спекулятивым операциям, что неизбежно приведёт к финансовому кризису[105].